# فرانز دوبرس
فرانز دوبرس (بالألمانية: Franz Dübbers)‏ (8 أبريل 1908 – 1987) هو ملاكم ألماني راحل، مثّل بلاده في الألعاب الأولمبية الصيفية 1928.

## روابط خارجية
فرانز دوبرس على موقع بوكس ريك (الإنجليزية) (registration required)
- فرانز دوبرس على موقع أوليمبيديا (الإنجليزية)